# Un sens à la vie
Un sens à la vie sont des textes de l'écrivain français Antoine de Saint-Exupéry, publiés à titre posthume en 1956 par les éditions Gallimard, avec une introduction de Claude Reynal.
Le livre est une anthologie chronologique d’écrits de Saint-Exupéry, allant d’un extrait de L'Évasion de Jacques Bernis, de dépêches en provenance de Moscou et du front de la Guerre civile espagnole, à La Lettre aux Français de 1942, à des écrits plus philosophiques, à une dernière Lettre au Général X écrite peu de temps avant sa mort.
Ce livre présente une grande variété d’écrits et de styles tout au long de la carrière de l'auteur.

## Source de la traduction
- (en) Cet article est partiellement ou en totalité issu de l’article de Wikipédia en anglais intitulé « A Sense of Life » (voir la liste des auteurs).